# Bohemund II. z Antiochie
Bohemund II. z Antiochie (1108–1131) byl normanský válečník, kníže z Tarentu a Antiochie. Byl synem zakladatele obou států, Bohemunda z Tarentu a Konstancie, dcery francouzského krále Filipa I. Titul tarentského knížete Bohemund II. ztratil roku 1128, kdy bylo knížectví dobyto sicilským králem Rogerem II.

## Život

Antiochijské knížectví
a Blízký východ roku 1135

Když jeho otec Bohemund zemřel, byl Bohemund II. ještě dítě a žil s matkou v Apulii. Vládu nad Antiochií zatím převzal jeho bratranec Tankred Galilejský. Když regent Tankred roku 1112 zemřel, vlády se ujal jeho krajan Roger ze Salerna, který roku 1119 padl v bitvě na Ager Sanguinis, kde byla celá antiochijská normanská armáda zničena. Zbylí antiochijští rytíři si za nového regenta zvolili jeruzalémského krále Balduina II.
Bohemund II. dosáhl dospělosti roku 1124, ve věku šestnácti let. Následující dva roky ještě strávil v jižní Itálii a teprve v říjnu roku 1126 připlul do Levanty, aby se ujal svého dědictví v Antiochii.
| „                     | … A když přicházel do Antiochie, všickni radostně ho uvítali. A král vyšel slavnostně mu v ústrety s velikým průvodem a chvalami lidu a vroucně ho přivítal. A po spěšné domluvě král ihned odevzdal mu všecku svou zemi a z dcer svých jednu dal mu za manželku. Přistrojena byla svatba a zákonitě slavena. I zasedl Bohemond na svoje křeslo jakožto kníže a oděv se přestkvoucím pláštěm, svolal všecky velmože, i přísahali mu za přítomnosti královy a s jeho úchvalou, že od toho dne na vždy zachovají mu poddanskou věrnost… | “ |
| — Fulcher ze Chartres | |   |

Po svém příjezdu se oženil s dcerou krále Balduina Alicí, která se ukázala být velice energickou a ctižádostivou kněžnou.
Roku 1127 Bohemund oblehl a dobyl město Kafartab a jeho vojáci následně povraždili všechno obyvatelstvo. Poté Normané zaútočili na pevnost Šajzar, kterou bránil Usáma Ibn Munkiz, jeden z nejvýznamnějších arabských historiků a kronikářů, se kterým se Bohemund nejspíše setkal v bitvě. Následujícího roku se antiochijský kníže soustředil na konflikty se svým severním sousedem, křižáckým hrabstvím Edessou a jeho vládcem Joscelinem z Courtenay. Nicméně později oba dva zaútočili na muslimské mocenské centrum Aleppo, avšak při útoku odmítali spolupracovat a koordinovat obléhání. Předchozí antiochijský vládce Roger ze Salerna ztratil mnohá území ve prospěch Edessy, ale Bohemund měl nyní ambice je získat zpět. Konflikt mezi Antiochií a Edessou se vyostřil natolik, že se Joscelin z Courtenay spojil proti Bohemundovi s muslimy. Následně poté latinský patriarcha v Antiochii vyhlásil nad Edessou interdikt.
V roce 1128 se Bohemundův bratranec, sicilský král Roger II. vylodil na italské pevnině a dobyl Bohemundovo panství Tarento. Bohemund proti tomu nemohl udělat vůbec nic. Toho roku do severní Sýrie vpochodoval jeruzalémský král Balduin II., aby zprostředkoval mír mezi oběma znepřátelenými křižáckými panovníky. Jeho agitace měla úspěch a Joscelin se vzdal svých územních nároků vůči Antiochijskému knížectví. Mezitím turecký atabeg Zengí sjednotil muslimská centra Aleppo a Mosul v Džezíře a křižáci již nikdy neměli dostat šanci dobýt Aleppo.
Poté, co byl spor králem urovnán, Bohemund podpořil Balduinův plán útoku na Damašek a připojil se k němu. Avšak v bitvě u Mardž es-Súffár byli křižáci poraženi. Bohemund se poté obrátil zpět na sever, aby znovudobyl město Anazarbus, které obsadili Arméni. Arménský král Lev I. se proti křižákům spojil s danišmendonským emírem Gází Gümüshtiginem a společně v lednu 1131 vlákali Bohemundovu armádu do léčky. Bohemund II. v bitvě padl, stejně jako většina jeho vojáků. Emír nařídil Bohemundovu tělu useknout jeho plavou hlavu, která byla ve stříbrné skříňce poslána abbásovskému chalífovi do Bagdádu.
V Antiochii se poté chopila vlády kněžna-vdova Alice za dvouletou dědičku knížectví Konstancii a odrazila pokus normanských rytířů o palácový převrat. Antiochii držela, dokud nepřitáhl král Balduin a své dceři vykázal vyhnanství v Latakii. Antiochijským regentem se stal samotný Balduin II., ten však o několik měsíců později zemřel. Novým knížetem se stal Raimond z Poitiers, kterého do Antiochie dosadil nový jeruzalémský král Fulko z Anjou.

## Vývod z předků
|                          |                         |  |                        |                        |  |  |  |  |  |  |  |  |
|                          |                         |  |                        |                        |  |  |  |  |  |  |  |  |
|                          | Tankred z Hauteville    |  |                        |                        |  |  |  |  |  |  |  |  |
|                          |                         |  |                        |                        |  |  |  |  |  |  |  |  |
|                          |                         |  |                        |                        |  |  |  |  |  |  |  |  |
|                          |                         |  |                        |                        |  |  |  |  |  |  |  |  |
|                          | Robert Guiscard         |  |                        |                        |  |  |  |  |  |  |  |  |
|                          |                         |  |                        |                        |  |  |  |  |  |  |  |  |
|                          |                         |  |                        |                        |  |  |  |  |  |  |  |  |
|                          |                         |  |                        |                        |  |  |  |  |  |  |  |  |
|                          | Fressenda               |  |                        |                        |  |  |  |  |  |  |  |  |
|                          |                         |  |                        |                        |  |  |  |  |  |  |  |  |
|                          |                         |  |                        |                        |  |  |  |  |  |  |  |  |
|                          |                         |  |                        |                        |  |  |  |  |  |  |  |  |
|                          | Bohemund z Tarentu      |  |                        |                        |  |  |  |  |  |  |  |  |
|                          |                         |  |                        |                        |  |  |  |  |  |  |  |  |
|                          |                         |  |                        | Oto Vilém Burgundský   |  |  |  |  |  |  |  |  |
|                          |                         |  |                        |                        |  |  |  |  |  |  |  |  |
|                          | Reginald I. Burgundský  |  |                        |                        |  |  |  |  |  |  |  |  |
|                          |                         |  |                        |                        |  |  |  |  |  |  |  |  |
|                          |                         |  |                        | Ermentruda de Roucy    |  |  |  |  |  |  |  |  |
|                          |                         |  |                        |                        |  |  |  |  |  |  |  |  |
|                          | Alberada z Buonalberga  |  |                        |                        |  |  |  |  |  |  |  |  |
|                          |                         |  |                        |                        |  |  |  |  |  |  |  |  |
|                          |                         |  |                        | Richard II. Normandský |  |  |  |  |  |  |  |  |
|                          |                         |  |                        |                        |  |  |  |  |  |  |  |  |
|                          | Alice Normandská        |  |                        |                        |  |  |  |  |  |  |  |  |
|                          |                         |  |                        |                        |  |  |  |  |  |  |  |  |
|                          |                         |  |                        | Judita Bretaňská       |  |  |  |  |  |  |  |  |
|                          |                         |  |                        |                        |  |  |  |  |  |  |  |  |
| Bohemund II. z Antiochie |                         |  |                        |                        |  |  |  |  |  |  |  |  |
|                          |                         |  |                        |                        |  |  |  |  |  |  |  |  |
|                          |                         |  | Robert II. Francouzský |                        |  |  |  |  |  |  |  |  |
|                          |                         |  |                        |                        |  |  |  |  |  |  |  |  |
|                          | Jindřich I. Francouzský |  |                        |                        |  |  |  |  |  |  |  |  |
|                          |                         |  |                        |                        |  |  |  |  |  |  |  |  |
|                          |                         |  |                        | Konstancie z Arles     |  |  |  |  |  |  |  |  |
|                          |                         |  |                        |                        |  |  |  |  |  |  |  |  |
|                          | Filip I. Francouzský    |  |                        |                        |  |  |  |  |  |  |  |  |
|                          |                         |  |                        |                        |  |  |  |  |  |  |  |  |
|                          |                         |  |                        | Jaroslav I. Moudrý     |  |  |  |  |  |  |  |  |
|                          |                         |  |                        |                        |  |  |  |  |  |  |  |  |
|                          | Anna Kyjevská           |  |                        |                        |  |  |  |  |  |  |  |  |
|                          |                         |  |                        |                        |  |  |  |  |  |  |  |  |
|                          |                         |  |                        | Ingegerda Švédská      |  |  |  |  |  |  |  |  |
|                          |                         |  |                        |                        |  |  |  |  |  |  |  |  |
|                          | Konstancie Francouzská  |  |                        |                        |  |  |  |  |  |  |  |  |
|                          |                         |  |                        |                        |  |  |  |  |  |  |  |  |
|                          |                         |  |                        | Dirk III. Holandský    |  |  |  |  |  |  |  |  |
|                          |                         |  |                        |                        |  |  |  |  |  |  |  |  |
|                          | Floris I. Holandský     |  |                        |                        |  |  |  |  |  |  |  |  |
|                          |                         |  |                        |                        |  |  |  |  |  |  |  |  |
|                          |                         |  |                        | Othelindis             |  |  |  |  |  |  |  |  |
|                          |                         |  |                        |                        |  |  |  |  |  |  |  |  |
|                          | Berta Holandská         |  |                        |                        |  |  |  |  |  |  |  |  |
|                          |                         |  |                        |                        |  |  |  |  |  |  |  |  |
|                          |                         |  |                        | Bernard II. Saský      |  |  |  |  |  |  |  |  |
|                          |                         |  |                        |                        |  |  |  |  |  |  |  |  |
|                          | Gertruda Saská          |  |                        |                        |  |  |  |  |  |  |  |  |
|                          |                         |  |                        |                        |  |  |  |  |  |  |  |  |
|                          |                         |  |                        | Eilika ze Schweinfurtu |  |  |  |  |  |  |  |  |
|                          |                         |  |                        |                        |  |  |  |  |  |  |  |  |